# Lola B2K/10

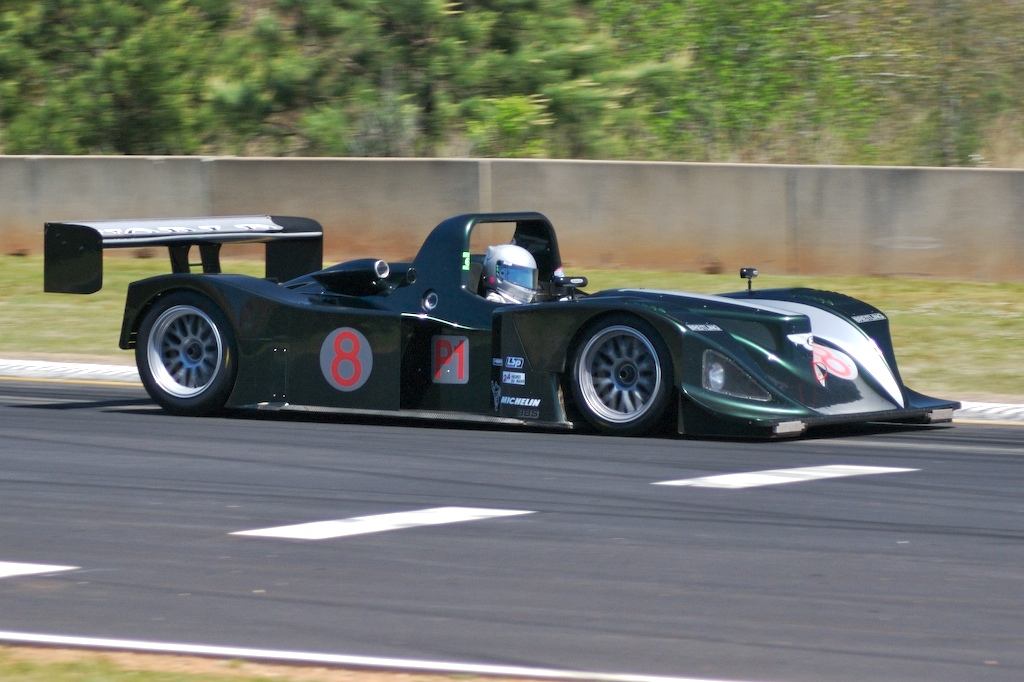
Lola B2K/10

Der Lola B2K/10 war ein Le-Mans-Prototyp, der 2000 von Lola Cars gebaut wurde.
Der B2K/10 war das Nachfolgemodell des B98/10 und ersetzte diesen in der großen Le-Mans-Prototypen-Klasse – der LMP1-Klasse. Der B2K/10 war jedoch kein Neubau, sondern eine konsequente Weiterentwicklung seines Vorgängermodells. Charakteristisches Merkmal des Wagens war seine Frontpartie mit dem dritten Frontscheinwerfer in einer mächtigen Ausbuchtung über der Vorderachse. Die restliche Karosserie wurde komplett überarbeitet und war viel steifer als beim B98/10. Der Prototyp war als Kundenfahrzeug konzipiert und wurde vor allem an Rennteams aus den USA verkauft, die diese Fahrzeuge in der American Le Mans Series zum Einsatz brachten. Es wurden insgesamt sechs Chassis hergestellt.
Lola entwickelte den Wagen für drei unterschiedliche Motorenkonfigurationen, denen später noch weitere folgen sollten. Zur Auswahl standen ein 6-Liter-V8-Motor von Ford, der bei Roush Racing überarbeitet wurde. Dazu kam das bewährte GV4-V10-Triebwerk von Judd und der bereits in die Jahre gekommene 6-Zylinder-Biturbo-Boxermotor von Porsche.
Der B2K/10 wurde ein beliebtes Kundenfahrzeug bei den Rennen zur American Le Mans Series, der European Le Mans Series und beim 24-Stunden-Rennen von Le Mans, wo der Wagen 2000 vom Racing-for-Holland-Team von Jan Lammers, erstmals eingesetzt wurde. In den USA fuhren Champion, Rafanelli und Taurus Sports Racing dieses Fahrzeug. In Europa vertraute unter anderem Konrad Motorsport auf diese Technologie. Sein letztes Jahr hatte der B2K/10 2004, wo Taurus mit dem Wagen noch einmal nach Le Mans kam. Dann liefen 2005 noch einige dieser Typen bei diversen Sportwagenrennen, ehe Lola Ende des Jahres mit dem Lola B06/10 das neue Prototypenmodell auslieferte.